# マヤの秘密
『マヤの秘密』（原題:The Secrets We Keep）は2020年に公開されたアメリカ合衆国のスリラー映画である。監督はユヴァル・アドラー、主演はノオミ・ラパスが務めた。

## 概略
第二次世界大戦中のルーマニア。マヤ・リードは他の女性たちと共に戦火を逃れようとしていたが、運悪くナチス・ドイツの兵士たちに見つかってしまい、同行していた女性たちの多くが凌辱・惨殺された。マヤの妹、ミリアーも犠牲となった。辛うじて生き延びたマヤはその後アメリカへと亡命した。
戦後、マヤは夫（ルイス）と息子（パトリック）の3人で幸せに暮らしていたが、戦時中の凄惨な記憶のフラッシュバックに度々苦しめられていた。そんなある日、マヤは街角であのときの兵士によく似た男性（トーマス）を発見した。復讐心に燃えるマヤはそのままトーマスを尾行し、隙をついて彼を昏倒させ、自宅へと連れ帰った。
意識を取り戻したトーマスは自らの無実を必死で主張したが、マヤは彼こそが妹の仇であると信じて疑わなかった。また、ルイスはマヤの気迫に押されてトーマスの拘束や尋問に手を貸していた。その一方で、ルイスはトーマスが犯人であるという確たる証拠がないことを気にしており、彼に関する記録を調べ始めるのだった。

## キャスト
- マヤ・リード：ノオミ・ラパス
- トーマス・スタインマン：ジョエル・キナマン
- ルイス・リード：クリス・メッシーナ
- レイチェル・スタインマン：エイミー・サイメッツ
- パトリック・リード：ジャクソン・ディーン・ヴィンセント
- ミリア：ミルエット・ナリン
- アナベル・スタインマン：マディソン・ペイジ・ジョーンズ
- ジム・ホワイト：ジェフ・ポープ
- ブラウワー：デヴィッド・マルドナード
- アルバート・ソンダークイスト：エド・アマトルド
- クレア：ヴィクトリア・ヒル

## 製作
2018年11月1日、ユヴァル・アドラー監督の新作映画にノオミ・ラパスとジョエル・キナマンが出演することになったと報じられた。2019年4月23日、エイミー・サイメッツとクリス・メッシーナがキャスト入りした。24日、本作の主要撮影がルイジアナ州ニューオーリンズで始まった。2020年1月7日、ジョン・パエザーノが本作で使用される楽曲を手掛けるとの報道があった。

## マーケティング・興行収入
2020年5月13日、ブリーカー・ストリートが本作の全米配給権を獲得したと報じられた。8月13日、本作の劇中写真が初めて公開された。18日、本作のオフィシャル・トレイラーが公開された。9月18日、本作は全米471館で公開され、公開初週末に8万8306ドルを稼ぎ出し、週末興行収入ランキング初登場11位となった。

## 評価
本作は批評家から好意的に評価されている。映画批評集積サイトのRotten Tomatoesには53件のレビューがあり、批評家支持率は62%、平均点は10点満点で5.9点となっている。サイト側による批評家の見解の要約は「『マヤの秘密』は深刻なテーマを扱っているが、その扱い方には粗雑なものがある。しかし、説得力を欠いているにせよ、B級映画特有のスリルを生み出すことには成功している。」となっている。また、Metacriticには13件のレビューがあり、加重平均値は47/100となっている。